# Spotkanie na Łące Laffrey

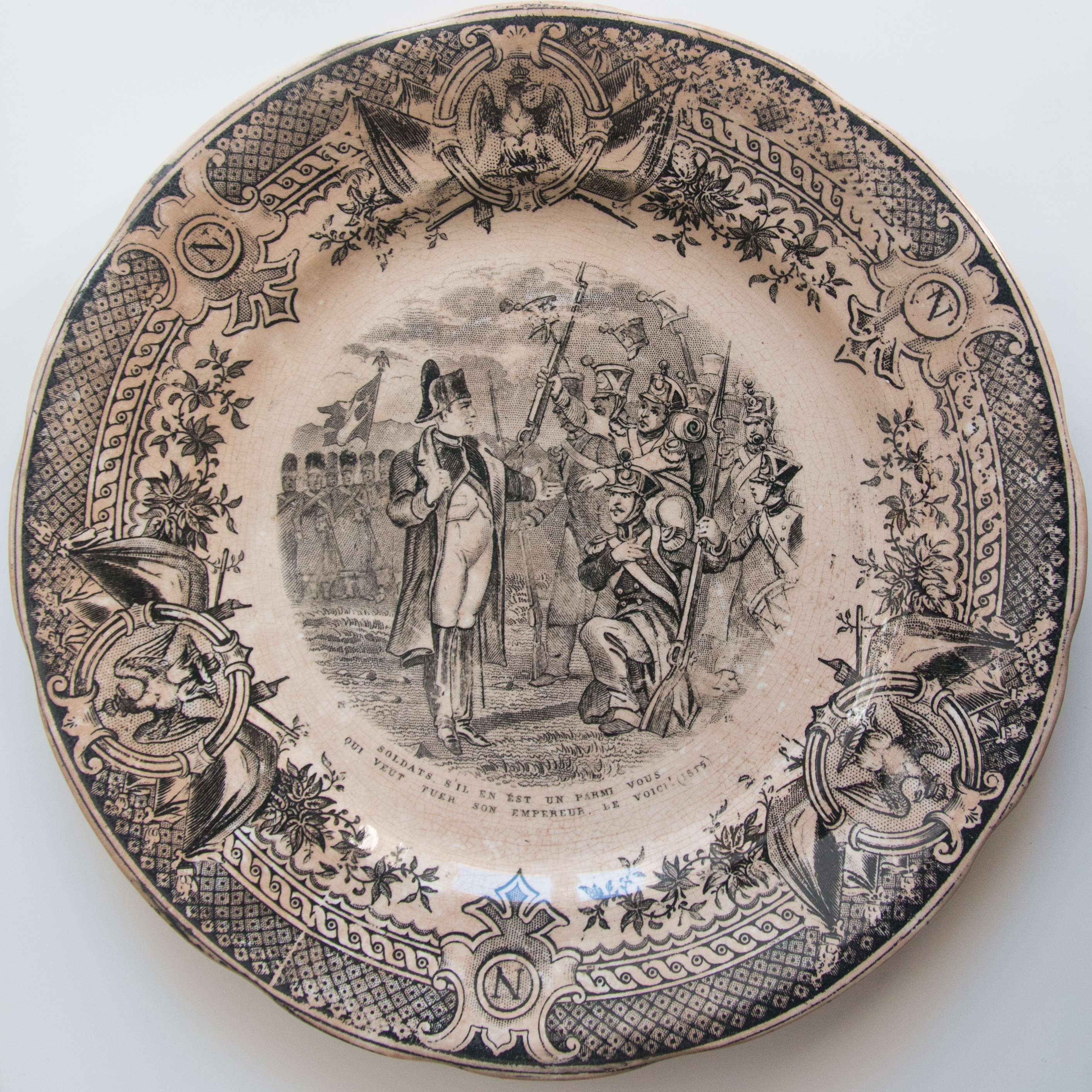
Rycina na talerzu przedstawiająca spotkanie na Łące Laffrey

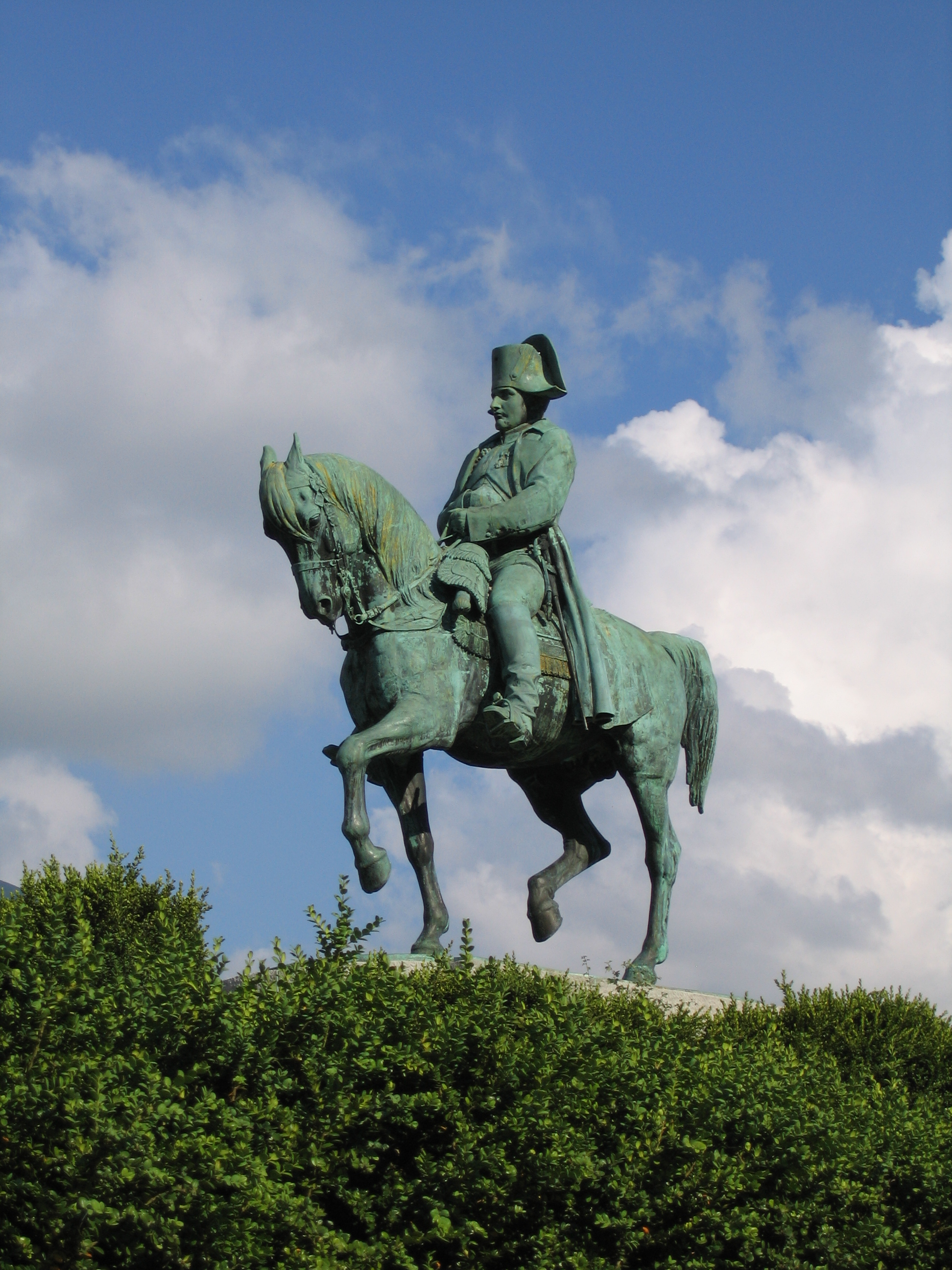
Pomnik konny Napoleona w Laffrey, upamiętniający spotkanie

Spotkanie na Łące Laffrey – kluczowy epizod w trakcie marszu Napoleona do Paryża podczas tak zwanych 100 dni Napoleona w 1815 roku.
Łąka Laffrey, inaczej „Łąka Spotkania” (fr. La prairie de la Rencontre) to trawiaste błonia, położone nad brzegiem Wielkiego Jeziora Laffrey we francuskich Alpach Delfinackich, niespełna 30 kilometrów na południe od Grenoble.

## Historia
Napoleon w trakcie swej marszruty na Paryż po opuszczeniu Elby, noc z 6 na 7 marca spędził w Corps. Rankiem przez La Mure podążył na północ, utartym szlakiem na Grenoble. Wczesnym popołudniem, na wysokości północnego krańca Wielkiego Jeziora Laffrey, tuż przed wioską Laffrey, drogę zastąpił mu batalion wojska z 5 Pułku Piechoty Liniowej pod dowództwem majora Delessarta. Dyskretne negocjacje jednego z oficerów Napoleona z dowódcą batalionu nie dały rezultatu. Eskorta Napoleona była zbyt słaba, by myśleć o wzięciu tej zapory siłą.
Napoleon Bonaparte zdecydował się na bardzo ryzykowny manewr. W towarzystwie kilku zaledwie spośród towarzyszących mu żołnierzy podjechał na odległość pewnego strzału do linii wojsk, zagradzających mu drogę, po czym rozpiął swój szary płaszcz i zawołał: „Żołnierze! Jeśli jest między wami jeden, który chce zabić swojego cesarza – może to zrobić. Oto jestem!”. Żołnierze wahali się bardzo krótko. W chwilę później pędzili już w stronę Napoleona, krzycząc z całych sił: „Niech żyje Cesarz!”. Po uporządkowaniu szyków wydatnie powiększony oddział ruszył wraz z Napoleonem przez Vizille w stronę Grenoble. Po drodze dołączył do niego 7 Pułk Piechoty Liniowej pod dowództwem pułkownika La Bédoyère.
Do Grenoble dotarli o 7 wieczorem. Bramy miasta – z rozkazu generała Marchanda były zamknięte, a mury obsadzone wojskiem, lecz nie padł z nich ani jeden strzał. Po dłuższej chwili oczekiwania rozległy się jednak hałasy z przeciwnej strony miasta: to rozentuzjazmowani mieszczanie i biedota miejska wyważyli jedną z bram, Porte de Bonne. Oddziały cesarskie wkroczyły wśród wiwatów do miasta, a Bonaparte został tryumfalnie uniesiony na rękach do Hotelu pod Trzema Delfinami. Cesarz uwiecznił w swych pamiętnikach ogromne znaczenie tego zwycięstwa, odniesionego bez grama zużytego prochu, pisząc: „Do Grenoble byłem awanturnikiem. W Grenoble byłem już księciem!”.
Trasa marszu Napoleona przez Delfinat pokrywa się z przebiegiem dzisiejszej drogi krajowej N85, nazywanej przez to powszechnie „Drogą Napoleona” (fr. Route Napoléon). Na „Łące Spotkania” stoi dziś brązowy pomnik konny „Małego Cesarza”, a miejsce to wyznaczają przy wspomnianej drodze dwie kolumny, zwieńczone cesarskimi orłami.